# Грынив, Игорь Алексеевич
И́горь Алексе́евич Гры́нив (укр. Ігор Олексійович Гринів; род. 10 марта 1961, Львов) — советский и украинский политик, политтехнолог, народный депутат Украины пяти созывов. Исполнительный директор Фонда поддержки экономических исследований (с 1994 года). Глава юридической компании «Среднеевропейское агентство» (с 1996 года). Коллекционер произведений искусства.

## Биография
С 18 июня 2014 по 17 мая 2019 года — советник президента Украины (вне штата).
11 июля 2014 года — заместитель главы Администрации президента Украины. Курировал вопросы внутренней и гуманитарной политики. С 27 ноября 2014 по 29 августа 2019 года — народный депутат Украины VIII созыва.

## Образование
1978—1983 — химический факультет Львовского государственного университета им. Ивана Франко, химик.
1991—1996 — юридический факультет Киевского университета им. Тараса Шевченко, юрист.
1992 — прошёл курсы подготовки дипломатических кадров для МИД при Институте международных отношений.
Владеет немецким языком.

## Карьера
- 1983—1989 — научный работник Львовского государственного университета имени И. Франко.
- 1988 — глава общественного объединения «Общество Льва».
- 1988 — член совета «Мемориала».
- 1989—1990 — секретарь по вопросам национального возрождения Львовского городского комитета Ленинского коммунистического союза молодёжи Украины (ЛКСМУ).
- 1989 — один из основателей Народного руха Украины, член Великой рады Руха.
- 1993—1994 — представитель Украины в Комитете Совета Европы.
- С 1994 — член совета объединения «Нова хвиля».
- С 1997 — член правления ПРП.
- 1997—1998 — глава избирательного штаба ПРП.
- 1998—2002 — исполнительный директор Украинского фонда поддержки реформ.
- 2002 — заместитель главы избирательного штаба блока «Наша Украина».
- С 2003 — заместитель главы Центрального офиса блока «Наша Украина», занимался вопросами стратегического управления избирательными кампаниями[6].
- 2004—2005 — глава исполкома, заместитель главы партии «Наша Украина».
- Февраль — сентябрь 2005 — директор Национального института стратегических исследований.
- 2014 — на внеочередных выборах Президента Украины глава избирательной кампании Петра Порошенко.[7]
- 2019 — назначен руководителем избирательной кампании кандидата в президенты Украины Петра Порошенко[8].
- В июле 2020 года сообщил о своём уходе из политики и прекращении работы в избирательных кампаниях на руководящих ролях[9]. На местных выборах консультировал кандидата в мэры Львова от партии Европейская солидарность Олега Синютку[10].

## Парламентская деятельность
Народный депутат Украины 1-го созыва с 15 мая 1990 по 10 мая 1994 года от Нестеровского избирательного округа № 276 Львовской области. Председатель подкомиссии по вопросам развития местного самоуправления Комиссии по вопросам деятельности Советов народных депутатов, развития местного самоуправления; председатель украинско-польской межпарламентской комиссии. На время выборов: Львовский МК ЛКСМУ, секретарь, член КПСС. В 1-м туре явка избирателей составила 96,2 %. Игоря Грынива поддержали 52,5 % избирателей. По этому округу баллотировались ещё 4 соперника (основной — Кирей Н. И., 1936 г. н., председатель исполкома Львовского облсовета, 1-й тур — 14,6 %).
Март 1994 года — кандидат в народные депутаты Украины по Жовковскому избирательному округу № 276 Львовской области, выдвинут избирателями. В 1-м туре за Игоря Грынива проголосовали 3,58 %. Он занял 4 место из 17 претендентов.
Март 1998 года — кандидат в народные депутаты Украины от ПРП (№ 13 в списке). На время выборов: исполнительный директор Украинского фонда поддержки реформ, член ПРП.
Народный депутат Украины 4-го созыва с 14 мая 2002 года до 25 мая 2006 года от блока Виктора Ющенко «Наша Украина» (№ 51 в списке). На время выборов: исполнительный директор Украинского Фонда поддержки реформ, член ПРП. Член фракции «Наша Украина» (май 2002 года — сентябрь 2005 года), член фракции политической партии «Реформы и порядок» (с сентября 2005 года). Председатель подкомитета по вопросам внешнеэкономических связей Комитета по иностранным делам (с июля 2002 года).
Март 2006 года — кандидат в народные депутаты Украины от Гражданского блока «Пора-ПРП» (№ 9 в списке). На время выборов: народный депутат Украины, член ПРП.
Народный депутат Украины 6-го созыва с 23 ноября 2007 года до 12 декабря 2012 года от «Блока Юлии Тимошенко» (№ 42 в списке). На время выборов: президент юридической компании «Среднеевропейское агентство», член ПРП. Член фракции «Блок Юлии Тимошенко» (с ноября 2007 года). Председатель подкомитета по вопросам внешнеэкономических связей и трансграничного сотрудничества Комитета по иностранным делам (с декабря 2007 года).
Народный депутат Украины 7-го созыва с 25 марта до 27 ноября 2014 года от ВО «Батькивщина» (№ 70 в списке). На время выборов: народный депутат Украины, беспартийный. Член фракции ВО «Батькивщина» (с марта 2014 года). Член Комитета по вопросам информатизации и информационных технологий (с июня 2014 года).
Народный депутат Украины 8-го созыва с 27 ноября 2014 года от Блока Петра Порошенко.
Заместитель председателя Комитета Верховной Рады Украины по вопросам информатизации и связи.
16 мая 2016 года избран председателем фракции Блок Петра Порошенко «Солидарность» в Верховной Раде Украины. На этом посту сменил Юрия Луценко, которого избрали генеральным прокурором Украины.
Параллельно Грынив — советник президента Украины Петра Порошенко. В команде Порошенко Грынив, прежде всего, политтехнолог. Именно он придумал лозунг: «Жить по-новому!», с которым Порошенко выиграл президентскую кампанию. Нардеп также занимался подготовкой к досрочным парламентским выборам, отвечал за стратегию кампании и придумал девиз для партии президента: «Время объединяться!». 29 сентября 2016 года Грынив внёс в Верховную Раду законопроект, который закрывает от общества информацию об имуществе и подарки чиновников в электронных декларациях. Также он предлагал отменить уголовную ответственность за ошибки в декларации. 3 октября он отозвал свой законопроект.
1 ноября 2018 года были введены российские санкции против 322 граждан Украины, включая Игоря Грынива.

## О несоответствии имущества и доходов в материалах СМИ
После попытки Грынива нивелировать Закон Украины «О предотвращении коррупции», журналисты программы «Схемы» решили проверить его состояние. Они обнаружили несоответствие части имущества семьи депутата официальным совокупным доходам, указанным в декларациях. Грынив отказался объяснять, на что семья купила квартиру и машину.
Впоследствии политик сказал, что раритетный экземпляр «Острожской Библии», напечатанной в 1581 году, достался ему за «ноль копеек» от «одного очень старого еврея, который уезжал в Израиль». Также в своей электронной декларации Игорь Грынив указал неполную информацию. Глава антикоррупционного комитета Верховной Рады Украины Егор Соболев обратился в ноябре 2016 года с просьбой к директору Антикоррупционного бюро Артёму Сытнику о проверке состояния Игоря Грынива и ещё ряда депутатов.

## Знаки отличия и награды
- Орден «За заслуги» III ступени[19].
- Почётная грамота Верховной Рады Украины (2016 год).
- Знак отличия Президента Украины — юбилейная медаль «25 лет независимости Украины» (2016).[20]

## Семья
Отец — Алексей Григорьевич (1938—2002) — директор предприятия.
Мать — Любовь Михайловна (1938) — преподаватель Национального университета «Львовская политехника».
Жена — Оксана Ивановна (1960) — учитель.
Дочь Мария (1984). Сын Роман-Данил (1993).

## Хобби
Игорь Грынив коллекционирует картины львовских мастеров, старинные книги и иконы. Занимается яхтингом, является членом Киевского яхт-клуба.